# Grzybówka dyskowata

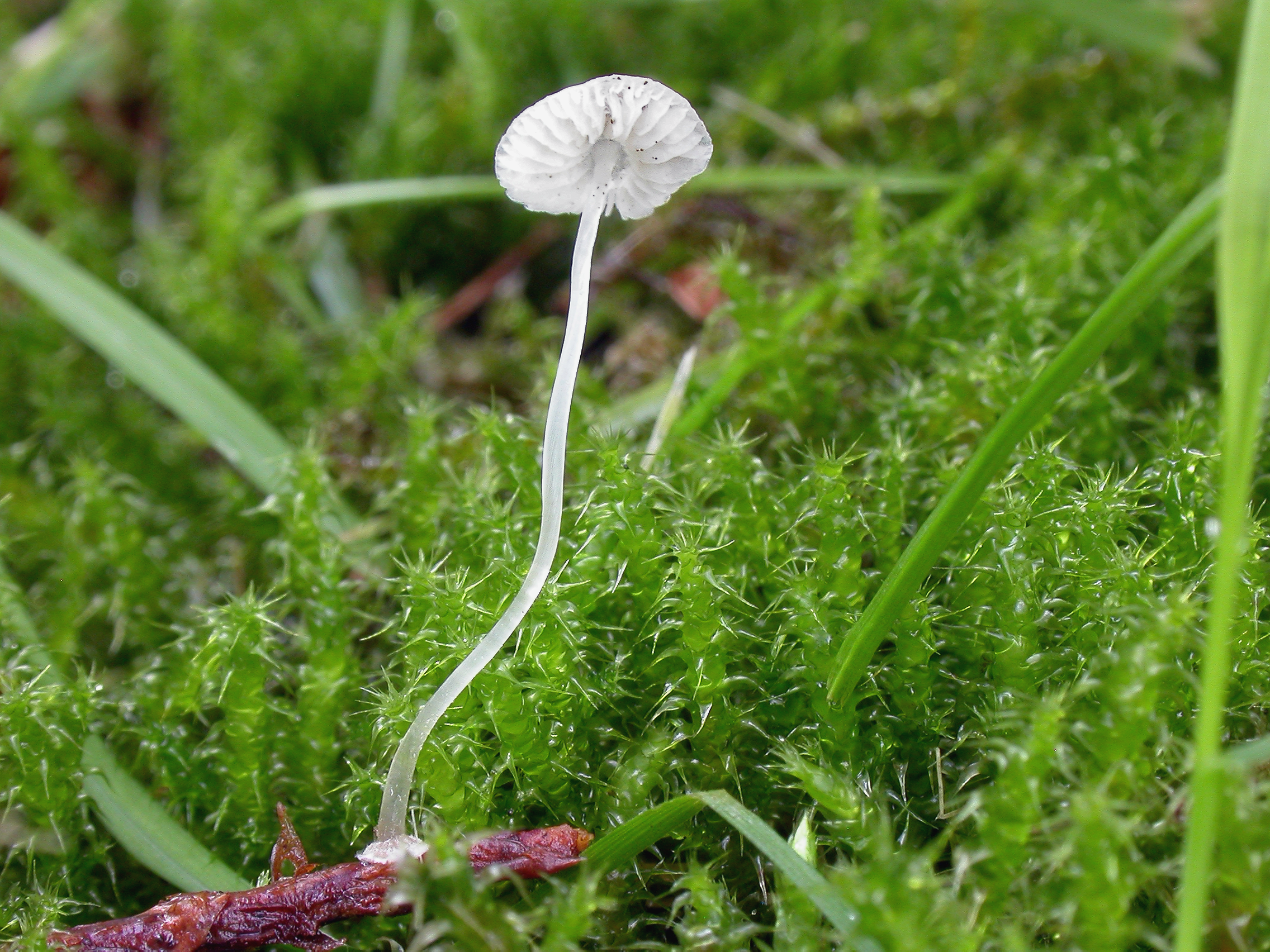

Grzybówka dyskowata (Mycena stylobates (Pers.) P. Kumm.) – gatunek grzybów z rodziny grzybówkowatych (Mycenaceae). Jego grzybnia ma właściwości bioluminescencyjne, owocniki nie wykazują takich własności.

## Systematyka i nazewnictwo
Pozycja w klasyfikacji według Index Fungorum: Mycena, Mycenaceae, Agaricales, Agaricomycetidae, Agaricomycetes, Agaricomycotina, Basidiomycota, Fungi.
Takson ten opisał w 1801 r. Christiaan Hendrik Persoon nadając mu nazwę Agaricus stylobates. Obecną, uznaną przez Index Fungorum nazwę nadał mu Paul Kummer w 1871 r.
Synonimy:

- Agaricus dilatatus Fr. 1815
- Agaricus stylobates Pers. 1801
- Agaricus stylobates var. dilatatus (Fr.) Fr. 1821
- Agaricus torquatus Fr. 1821
- Basidopus stylobates (Pers.) Earle 1909
- Chamaeceras torquatus (Fr.) Kuntze 1898
- Marasmius torquatus (Fr.) Fr. 1838
- Mycena dilatata (Fr.) Gillet 1876
- Mycena torquata (Fr.) P. Kumm. 1871
- Pseudomycena dilatata (Fr.) Cejp 1930
- Pseudomycena stylobates (Pers.) Cejp 1930

Polską nazwę nadała Maria Lisiewska w 1987 r.

## Morfologia
Kapelusz
Średnica 4–10 mm, początkowo stożkowaty, potem płasko wypukły, lepki, z dającą się oddzielić skórką, bruzdowany, prześwitująco-prążkowany. Powierzchnia naga, nieco szarobrązowa lub blado szarobrązowa do szarobiałej, owocniki nie wykazują takich własności.
Blaszki
W liczbie 14–18 dochodzących do trzonu, wąsko przyrośnięte lub wolne, białe. Czasami przy trzonie łączą się z sobą tworząc otaczający go kołnierzyk.
Trzon
Wysokość 15–35 mm, grubość 0,3–1 mm, pusty w środku, kruchy. Powierzchnia górą oprószona, niżej naga,. Jest wodnisty, o barwie od białawej do szarej. Wyrasta z dyskowatego, białego, owłosionego i bruzdowanego krążka o średnicy do 2 mm z rzęskami na brzegu.
Miąższ
Bez zapachu.
Cechy mikroskopowe
Podstawki 17,5–25 × 6–8 µm, maczugowate, 4-zarodnikowe ze sterygmami o długości do 5 µm. Zarodniki 7,5–10,5 × 3,5–5 μm, Q = 1,6–2,7, Qav = 1,9–2,1, wydłużone, cylindryczne do prawie cylindrycznych, gładkie, amyloidalne. Cheilocystydy 18–60 × 5–13 μm, tworzące jałowe pasmo, nieregularnie maczugowate, wrzecionowate lub prawie cylindryczne, z kilkoma lub licznymi o różnym kształcie i często grubymi naroślami z zaokrąglonymi wierzchołkami. Pleurocystyd brak. Trama blaszek dekstrynoidalne, regularna. Strzępki włosków kapelusza o szerokości 2,5–6 µm, osadzone w galaretowatej materii, różnie rozgałęzione, gładkie lub gęsto pokryte brodawkami lub krótkimi cylindrycznymi naroślami 1–7 × 0,5–1 μm, komórki końcowe maczugowate o szerokości do 11 μm. Strzępki warstwy korowej trzonu o szerokości 2–4 µm, gładkie, z rozproszonymi, wrzecionowatymi, gładkimi kaulocystydami 45–80 × 7–8 µm. W strzępkach wszystkich części grzyba są sprzążki.
Gatunki podobne
Charakterystyczną cechą grzybówki dyskowatej jest dyskowaty krążek, z którego wyrasta podstawa trzonu. Jest jednak kilka grzybówek z podobnym krążkiem. Grzybówka pofałdowana (Mycena mucor) jest podobna, ale jest mniejsza i rośnie na opadłych, butwiejących liściach dębu. Jej cheilocystydy są inne, o bardzo smukłych naroślach, a brzeg dysku nie ma rzęsek. Grzybówka bulwiasta (M. bulbosa) ma owłosioną górną część trzonu (pod mikroskopem są to długie, grubościenne komórki) i całkowicie owłosiony trzon wyrastający z dyskowatego krążka. Jej cheilocystydy są inne, a zarodniki nie są amyloidalne. Podobna jest również grzybówka delikatna (Mycena tenerrima), która ma krążkowatą podstawę trzonu, ale odróżnia się ziarenkowatą powierzchnią kapelusza. Najbardziej spokrewniona z grzybówką dyskowatą jest prawdopodobnie Mycena tenuispinosa, ale w Polsce nie występuje.

## Występowanie i siedlisko
Grzybówka dyskowata występuje w całej Europie (łącznie z Islandią). Ponadto podano jej stanowiska w Ameryce Północnej (USA i Kanada) i w Maroku. Władysław Wojewoda w zestawieniu grzybów wielkoowocnikowych Polski w 2003 r. przytacza wiele jej stanowisk z uwagą, że w Polsce jest pospolita.
Grzyb saprotroficzny. Występuje w lasach. Rozwija się na opadłych na ziemię gałęziach drzew, szyszkach i igliwiu, zwłaszcza modrzewia, także na łodyżkach traw i liściach.